# Brestovec Orehovički
Brestovec Orehovički est un village de la municipalité de Bedekovčina (comitat de Krapina-Zagorje) en Croatie. Au recensement de 2011, le village comptait 334 habitants.